# Дельта Венеры (книга)
«Де́льта Вене́ры» (англ. Delta of Venus) — сборник эротических новелл Анаис Нин, написанных в 40-х годах XX века, но впервые опубликованных только после смерти писательницы, в 1977 году; считается одним из классических произведений эротической литературы. Писатель Генри Миллер, друг и любовник Анаис Нин, описал эту книгу как «поэтическую и порнографическую, чувственную и чувствительную».
Согласно опубликованному дневнику Анаис Нин, новеллы были написаны по заказу американского миллионера, любителя порнографического чтива, который, не открывая своего имени, связывался с ней через посредника (современные исследователи выяснили, что заказчиком был нефтяной делец из Оклахомы Рой Джонсон (1881—1960)). К автору у заказчика было одно требование: «…Выбрасывайте поэзию и описывайте только секс. Сосредоточьтесь на сексе» (из дневника Анаис Нин, декабрь 1940 г.). Помимо Анаис Нин, для анонимного заказчика писали и другие литераторы: «Харви Брайт, Роберт Дункан, Джордж Баркер, Каресс Кросби — все мы довели своё искусство до верха изобретательности, снабжая нашего старца такими блистательными описаниями самого разнузданного и извращённого порока, что он теперь только просил ещё и ещё. Гомосексуалисты выступали от имени женщин, скоромники писали об оргиях, фригидные — о неистовых оргазмах. Самые поэтические натуры окунались в чистейшее скотство, а самые чистюли исследовали мир извращенцев».
По мотивам книги в 1995 году был снят одноимённый фильм.